# Carlo Lastricati
Carlo Lastricati (* 6. Oktober 1923 in Pola, Italien; † 14. Januar 2003 in Boulogne-Billancourt, Frankreich) war ein italienischer Filmproduzent und Filmregisseur.

## Leben
Lastricati war wie seine Geschwister Giorgio (* 1915, Regieassistent und Produktionsleiter) und Anna (* 1917, Schnittsekretärin) beim Film tätig. Er debütierte 1947 als Regieassistent bei Giorgio Ferroni und arbeitete bis Ende der 1980er Jahre in verschiedenen Funktionen an zahlreichen Filmen; so war er Produktionsleiter für Jean-Luc Godard und Francesco Rosi, Assistent von Jean Negulesco und Joseph Losey sowie bei zahlreichen in Italien gedrehten internationalen Produktionen. Arbeiten als Darsteller oder Organisator runden seine Vita ab. Ab 1982 war er auch als Produzent für seine eigene Firma aktiv. 1958 hatte er bei Anna di Brooklyn die Regie inne, die von Reginald Denham und Hauptdarsteller Vittorio De Sica überwacht wurde.

## Filmografie (Auswahl)
- 1958: Anna von Brooklyn (Anna di Brooklyn) (Regie)